# فيرناندو فيرنانديز
فيرناندو فيرنانديز (بالإسبانية: Fernando Miguel Fernández Escribano)‏ (مواليد 2 يونيو 1979 في مالقة - إسبانيا) لاعب كرة قدم إسباني يلعب حاليا لصالح نادي الدرجة الأولى مالقا الإسباني منذ 2008 في مركز الوسط المهاجم كما يجيد اللعب في مركز المهاجم .

## روابط خارجية
- فيرناندو فيرنانديز على موقع قاعدة بيانات كرة القدم.إي يو (الإنجليزية)
- فيرناندو فيرنانديز على موقع Soccerway.com (الإنجليزية)
- فيرناندو فيرنانديز على موقع عالم كرة القدم.نت (الإنجليزية)